# Heinrich Thater
Heinrich Thater (* 28. Januar 1892 in Schlichting; † 31. März 1948) war ein deutscher Politiker (DVP/LDP). Er war Abgeordneter des Sächsischen Landtages in der SBZ.

## Leben
Thater war Verwaltungsbeamter und vor 1933 Mitglied der Deutschen Volkspartei (DVP). Von 1933 bis 1945 war er als Verlagsgeschäftsführer in Wien tätig. 1945 trat er der Liberal-Demokratischen Partei (LDP) bei und gehörte ab Oktober 1945 dem geschäftsführenden Landesvorstand der LDP Sachsen an. Von Oktober 1946 bis zu seinem Tode war er für die LDP Abgeordneter des Landtages Sachsen.